# Elisabeth Sander
Elisabeth Sander (geb. 1941) ist eine deutsch-österreichische Psychologin.

## Wissenschaftlicher Werdegang
Elisabeth Sander schloss 1965 ihr Studium an der Universität Wien mit der Lehramtsprüfung für das Lehramt an Gymnasien (Deutsch, Philosophie/Psychologie, Englisch) und der Promotion in Psychologie ab. Nach der Promotion war sie ein Jahr in der Erziehungsberatung in Paderborn/Westfalen tätig. Danach arbeitete sie von 1967 bis 1972 zunächst als wissenschaftliche Assistentin an der Abteilung für Heilpädagogik der damaligen PH Ruhr, heute Universität Dortmund, danach von 1972 bis 1986 im Seminar für Psychologie der Pädagogischen Fakultät der RWTH Aachen, wo sie sich 1985 habilitierte.
Von 1986 bis 2006 war sie Professorin für Psychologie (Schwerpunkt: Entwicklungspsychologie und Pädagogische Psychologie) am Institut für Psychologie der Universität Koblenz-Landau, Campus Koblenz. Von 1997 bis 1999 hatte sie eine Gastprofessur an der Universität Wien inne.
1997 war sie Mitbegründerin des Ada-Lovelace-Projekts (zur Förderung von Frauen in MINT), dessen wissenschaftliche Leitung sie bis zu ihrer Pensionierung innehatte. Sie ist weiterhin als Beraterin dieses Projekts tätig und Mitherausgeberin der Ada-Lovelace-Schriftenreihe.
Seit 2006 ist sie im Ruhestand.

## Auszeichnungen
- Verdienstorden des Landes Rheinland-Pfalz am 22. Februar 2007[2]

## Lehr- und Forschungsschwerpunkte
Lehre
- Entwicklungspsychologie
- Pädagogische Psychologie, Familienpsychologie
- Unterrichtspsychologie einschließlich ausgewählter Aspekte der Sonderpädagogischen Psychologie, wie z. B. Legasthenie, Dyskalkulie, Hyperaktivität
- Psychologische Intervention und Beratung

Forschung
- Konfliktinduzierende Lernsoftware (2005–2007)
- Schulische Lernschwierigkeiten, Ursachen, Förderkonzepte
- Kognitive Lernförderung
- Lern- und Entwicklungsauffälligkeiten von Kindern und Jugendlichen
- Beratungskonzepte
- Familienentwicklung und -beratung (Schwerpunkt Familien mit alleinerziehendem Familienvorstand)
- Scheidungsforschung
- Interaktives Lernen mit neuen Medien
- Frauen in Naturwissenschaften und Technik[3]

## Mitgliedschaften
- Mitglied des Hochschulrates der Universität Koblenz von 2004 bis 31. März 2006
- Mitglied der Deutschen Gesellschaft für Psychologie sowie der Fachgruppen Entwicklungspsychologie und Pädagogische Psychologie.
- Mitglied der Arbeitsgruppe Empirische Pädagogische Forschung (AEPF) in der deutschen Gesellschaft für Erziehungswissenschaften.
- Mitglied der Ethik-Kommission der Landesärztekammer Rheinland-Pfalz
- Mitglied in der Arbeitsgruppe für Empirische Sonderpädagogische Forschung (AESPF).

Mitglied im wissenschaftlichen Beirat:
- der Zeitschrift für Empirische Pädagogik,
- der Zeitschrift für Familienforschung,
- der Marianne Frostig Gesellschaft.[1]